# تیم ملی فوتسال لائوس
تیم ملی فوتسال لائوس نماینده لائوس در مسابقات بین‌المللی فوتسال و یکی از تیم‌های فوتسال آسیایی است.